# Zamfara United Football Club
Le Zamfara United Football Club est un club nigérian de football basé à Gusau.

## Palmarès
- Championnat du Nigeria de D2
  - Champion : 2006